# Воронін Володимир Миколайович
Володимир Миколайович Воронін (рум. Vladimir Voronin; нар. 25 травня 1941) — президент Республіки Молдова в 2001-2009. Двічі обирався парламентом країни на цю посаду — в 2001 і 2006. Лідер Партії комуністів республіки Молдова (ПКРМ). Був депутатом Верховної ради Молдавської РСР, очолював МВС Молдови. Генерал-майор міліції у відставці.
12 травня 2009 обраний головою молдовського парламенту. Перебував на цій посаді до 28 серпня того ж року.

## Життєпис
Народився 25 травня 1941 в селі Коржова Дубесарського району, на лівобережжі Дністра.
У 1961 закінчив Кишинівський кооперативний технікум, в 1971 — Всесоюзний заочний інститут харчової промисловості, в 1983 — Академію суспільних наук при ЦК КПРС і в 1989 — Академію МВС СРСР.
У 1961 став завідувачем хлібопекарні в селі Кріулень. У 1966 очолив хлібозавод в місті Дубоссари. У 1971 призначений головою міськвиконкому Дубоссар.
У 1983 переведений в апарат ЦК Компартії Молдавії (КПМ), де працював спочатку інспектором, потім заступником начальника організаційного відділу.
У 1985 став першим секретарем Бендерського міського комітету КПМ.
У 1989 призначений міністром внутрішніх справ Молдавської РСР, отримав звання генерал-майора міліції. Одночасно в 1985—1991 був депутатом Верховної ради Молдавської РСР. Наприкінці 1991 пішов з посади голови МВС Молдавії. До 1993 знаходився в резерві кадрів МВС РФ.

### Політична кар'єра
У 1993 вибраний співголовою організаційного комітету Партії комуністів республіки Молдова (ПКРМ). У лютому 1994 очолив ПКРМ.
У листопаді 1996 брав участь у виборах президента Молдови. Отримав 10,26 % голосів, зайняв третє місце услід за Петром Лучинським і Мірчею Снегуром, що займав пост президента Молдови в 1992—1996.
У березні 1998 обраний депутатом парламенту від ПКРМ, яка перемогла на виборах, набравши 30,68 % голосів. Очолював парламентську фракцію ПКРМ, входив в постійне бюро парламенту.
Навесні-влітку 2000 ініціював проведення конституційної реформи, в рамках якої 27 липня вступив в дію закон про введення парламентської форми правління. Відповідно до цього закону президент обирався парламентом, а не на загальних виборах.
У грудні 2000 парламент Молдови кілька разів намагався вибрати нового президента країни, але ані Воронін, ані голова Конституційного суду (КС) республіки Павло Барбалат двічі (4 і 6 грудня 2000) не змогли набрати необхідних трьох п'ятих голосів депутатів (61 з 101), після чого 21 грудня 2000 правоцентристські фракції просто бойкотували повторне голосування. А найпершу спробу, 1 грудня 2000, КС взагалі визнав недійсною — отримавши бюлетень, комуністи демонстративно відкрито голосували за Вороніна, порушуючи обов'язкову процедуру таємного голосування. 22 грудня 2000 спеціальна парламентська комісія з виборів президента Молдови перенесла повторні вибори президента на 16 січня 2001, але спочатку 26 грудня 2000 КС дозволив президентові розпустити парламент, а 31 грудня 2000 президент Молдови Петро Лучинський скористався цим правом.

### Президент
25 лютого 2001 відбулися вибори нового парламенту. Напередодні виборів Воронін пообіцяв, що у разі перемоги комуністів Молдова вступить в Союз Росії та Білорусі, а російська мова стане другою державною мовою республіки. За підсумками виборів ПКРМ отримала 49,93 % голосів виборців, що відповідало 71 парламентському мандату з 101 (для обрання голови парламенту і затвердження складу уряду було необхідно 51 мандат, для обрання президента — 61, для зміни конституції — 69). Після виборів Воронін заявив, що введення другої державної мови — це питання референдуму, до того ж не найближчого. Аналогічну позицію Воронін зайняв і з питання про приєднання Молдови до Союзу Росії та Білорусі. У зв'язку з цим спостерігачі відзначали, що Воронін прийшов до влади багато в чому завдяки підтримці Росії і використанню проросійської риторики, проте після переорієнтовував свій зовнішньополітичний курс на зближення з європейськими структурами.
3 березня 2001 ПКРМ висунула кандидатуру Вороніна на пост президента. 4 квітня 2001 він був обраний главою держави, отримавши 71 голос з 89 депутатів, що брали участь в голосуванні.
Починаючи з 2003 неодноразово заявляв, що зовнішньополітичним пріоритетом Республіки Молдова є євроінтеграція, кінцевою метою якої повинне стати входження до Євросоюзу. У серпні 2004 року в Брюсселі був підписаний індивідуальний план партнерства між Молдовою та ЄС, згідно з яким Молдова повинна стати асоційованим членом ЄС в 2007—2008 роках. Після чого, згідно з планом, можливий розгляд питання про повноправне членство. У 2005 році Молдова ввела для громадян ЄС безвізовий режим.
Воронін займав жорстку позицію з питання територіальної цілісності Республіки Молдова. Не визнав самопроголошеної Придністровської Молдавської республіки, індустріально розвиненого району Молдавії, що відокремилася в ході збройного конфлікту в 1991 році. Воронін періодично ставить під сумнів можливість переговорів з нинішнім керівництвом ПМР, яке, за його словами, узурпувало владу, спирається на військову силу і відкрито зневажає демократичні норми.
На парламентських виборах 6 березня 2005 року ПКРМ набрала 46,1 відсоток голосів виборців, що відповідало 56 депутатським мандатам. 4 квітня 2005 року Воронін був повторно обраний президентом Молдови. Цього разу його кандидатуру підтримали 75 депутатів парламенту, зокрема члени фракції Християнсько-демократичної народної партії. Оскільки опозиція відмовилася брати участь у виборах, ПКМР перед голосуванням виставила формального конкурента — академіка Георгія Дуку, за якого був поданий один голос.

#### Рівень бідності в країні
Перед приходом до влади головним передвиборчим гаслом Партії комуністів Республіки Молдова була обіцянка розпочати боротьбу із бідністю. Однак, коли у 2006 році закінчився термін реалізації ініційованої партією стратегії зниження рівня бідності, виявилося, що показники бідності зросли з 26 відсотків у 2004 році до 29 відсотків у 2006-му. У рейтингу Європейської федерації патронатів за рівнем мінімальної заробітної плати Молдова опустилася на останнє місце. Важливою частиною електорату в Молдові є пенсіонери та їхні голоси відіграли вирішальну роль під час виборів Вороніна. Тим не менш, у 2006-му набули чинності поправки до законодавства, які передбачають беззастережне звільнення осіб, які досягли пенсійного віку. При цьому пенсії за Вороніна не підвищувалися жодного разу, якщо не враховувати щорічну індексацію, яка не компенсувала навіть втрат від інфляції.

### Парламентські вибори-2009
На початку квітня 2009 року в Молдові були проведені чергові парламентські вибори, за наслідками яких депутати повинні були вибрати нового главу держави, а також сформувати уряд і органи влади. Виборчий поріг для проходження до парламенту (6 відсотків для партій і 3 відсотки для незалежних кандидатів) подолали чотири партії, і більшість голосів (50 відсотків) отримали комуністи, очолювані Вороніним. Молдовська опозиція, незадоволена підсумками голосування, організувала акції протесту в Кишиневі. Через два дні вони переросли у вуличні безлади, в ході яких маніфестанти розгромили і підпалили парламент і адміністрацію президента. Після події лідери опозиції заявили про втрату контролю над ситуацією і закликали до підтримки «мирних протестів» з метою добитися від влади перерахунку бюлетенів і перевірки достовірності списків виборців. Комуністи ж звинуватили опозицію в спробі державного перевороту: за словами Вороніна, «безлади були добре організовані і оплачені», а їхні організатори «були зацікавлені в тому, щоб пролилася кров». Звернувшись до послів західних країн в Молдові, президент закликав «західні структури втрутитися у врегулювання ситуації».
В підсумку комуністи отримали 60 депутатських місць зі 101. Конституційний суд республіки 22 квітня підтвердив результати виборів.
12 травня 2009 Володимир Воронін, лідер компартії та діючий президент республіки, обраний головою молдавського парламенту. Кандидатуру Вороніна одностайно підтримали всі 60 депутатів комуністичної партії, які брали участь у голосуванні. Депутати від опозиційних партій, які на останніх виборах отримали 41 мандат, відмовилися брати участь у виборах глави парламенту.

### Парламентська робота
Оскільки обраний парламент не зміг обрати нового президента, згідно з конституцією в липні 2009 відбулися нові вибори, за підсумками яких партія комуністів втратила більшість у парламенті, а колишні опозиційні партії змогли утворити коаліцію, і обрати нове керівництво парламенту і уряду.
2 вересня 2009 року Володимир Воронін залишив посаду президента Молдови і перейшов на роботу до парламенту як депутат. «Я, як голова партії комуністів, не збираюся в цей критичний для Батьківщини і для нашої партії час залишатися в досить сумнівному і двозначному становищі виконуючого обов'язки президента». Він зазначив, що не може прийняти того шляху, яким рухається Молдова після нещодавніх парламентських виборів. «У мене немає ні моральних, ні політичних підстав для того, щоб просто формально виконувати цю високу державну функцію. Я рішуче не приймаю того шляху, яким хочуть повести країну. А тому я переходжу до парламенту, як рядовий депутат для того, щоб бути разом з партією, разом з фракцією», — наголосив Воронін.

## Відносини з Росією
У 2001 році молдовський комуніст Володимир Воронін займав чітко проросійську позицію, що протистоїть «проєвропейським» силам та прорумунським уніоністам. Активна російська підтримка допомагала Вороніну отримувати конвертовані в голоси симпатії російськомовного населення Молдови, трудових мігрантів у Росії та членів їх сімей, мешканців гагаузької автономії та придністровців, не кажучи вже про найактивнішу частину молдовського електорату — пенсіонерів. Однак, після однієї з таких перемог молдовський лідер запустив процес європейської інтеграції, забув про дані під час передвиборної боротьби обіцянки про статус російської мови та про конструктивні переговори щодо Придністров'я, після чого його відносини з РФ помітно погіршилися.
У 2009 році Володимир Воронін із приватним візитом відвідав дачу президента Росії Дмитра Медведєва. Завершуючи другий та останній (згідно з конституцією Молдови) президентський термін, Воронін сподівався обійняти важливу в Молдові посаду спікера Парламенту, для чого його фракції потрібно не менше чотирьох додаткових голосів. Ймовірно, метою візиту Вороніна було умовити російський уряд переконати лідерів деяких молдовських партій підтримати фракцію комуністів, щоб не допустити до влади опозиціонерів, які підтримують євроінтеграцію Молдови.
У 2013 році з нагоди 20-річчя своєї партії лідер комуністів Володимир Воронін поскаржився на розпад Радянського Союзу та виступив за інтеграцію Молдови до Митного союзу, де домінує Росія. Воронін розкритикував тодішніх молдовських лідерів, звинувативши їх у корумпованості, у відмові від реінтеграції Придністров'я та у підпорядкуванні міжнародним фінансовим організаціям, які, нібито, виступають не на користь молдовського народу.
Воронін понад двадцять років очолював Комуністичну партію Молдови. Висловлювався на підтримку російської анексії Криму. Водночас із певного моменту почав стверджувати, що майбутнє його країни нерозривно пов'язане з Європою. 2015 року в інтерв'ю для спеціального проекту «Росія та я. У тіні Кремля» розповів, що президент відкинув план Росії надати широкі повноваження для сепаратистського Придністров'я. З того часу, визнає він, відносини з Москвою «сильно охололи».
Відносини з Росією Володимир Воронін розглядав крізь призму стратегічного партнерства та активного інтеграційного процесу у рамках СНД.

## Звинувачення у расизмі
18 лютого 2012 року Володимир Воронін публічно ображав молдовського політичного активіста суданського походження Джона Оноже, вказуючи на його колір шкіри. Amnesty International закликала прокуратуру та молдовських депутатів розслідувати цей інцидент та покарати Вороніна.
У 2021 році на лідера Партії комуністів Володимира Вороніна поскаржилися до Ради з попередження і ліквідації дискримінації та забезпечення рівності. Лідер партії «Альянс за об'єднання румунів» (Alianța pentru Unirea Românilor — AUR) Влад Білецький вимагав визнати ксенофобськими та расистськими слова Вороніна щодо того, що «з приходом НАТО» у Молдові почнуть народжуватися «смагляві діти».

## Сім'я Вороніних та корупція
З 1999 по 2006 роки фірми, контрольовані сім'єю Вороніна, отримали безкоштовно або за безцінь 4 гектари землі у найдорожчій зоні міста — навпроти парку «Валя Морілор». Згідно з кадастровими документами, зведена тут елітна нерухомість належить членам сім'ї екс-президента: його сину Олегу Вороніну, онуку Олексію Вороніну, дочці Валентині Русу, а також пов'язаним з ними компаніям.
Сім'я молдовського диктатора Володимира Вороніна має стійку репутацію найбагатшого сімейства Молдови. Незважаючи на численні звинувачення як з боку політичних партій, так і низки ЗМІ, правоохоронці заявили, що не знайшли підтвердження такої інформації.
У 2009 році, згідно з опитуванням, яке проводив сайт vedomosti.md, Володимир Воронін став лідером рейтингу корупціонерів, набравши 45,25 % у тих, хто голосував.
У 2010 році сина колишнього президента перевіряли на причетність до відмивання грошей та ухилення від сплати податків. Відповідні кримінальні справи розслідує Центр боротьби з економічними злочинами та корупцією. В офісах компаній, які належать Олегу Вороніну, пройшли обшуки. Водночас офіційно, як повідомлялося, він не є ані підозрюваним, ані обвинуваченим. Розслідуванню передувала поява в ЗМІ роздруківок операцій з банківської картки, яка нібито належить синові Володимиру Воронину. Згідно з цими даними, власник картки в 2008—2009 роках витратив близько п'яти мільйонів доларів на покупки в дорогих магазинах і проживання в розкішних готелях. При цьому в декларації про доходи Вороніна-молодшого, як повідомлялося, було зазначено набагато меншу суму. Сам він чутки про його надприбутки спростував. Молдовські ЗМІ давно пишуть, що бізнес сім'ї Вороніних оцінюється у €2 млрд. Після двох років розслідування справи було закрито через відсутність складу злочину.
Володимир Воронін вважається одним із найбагатших людей у Молдові. Його доходи оцінюються приблизно в 700 млн доларів США, є дані про його нерухомість у Каліфорнії (США), Греції та Баден-Бадені (Німеччина), також про приватний санаторій у Карлових Варах (Чехія), про колекцію нових автомобілів, володіння цінними ділянками землі у Молдові.
Активно скуповувати нерухомість за кордоном лідер Партії комуністів Республіки Молдова розпочав приблизно з 2002 року. Серед покупок — готелі, магазини, особняки, вілли та земельні ділянки в Австрії на суму понад 200 мільйонів євро; особняк в елітному районі Мюнхена (Німеччина) за 7,5 мільйонів євро, літак Falcon-900 за 35 мільйонів євро. За повідомленнями ЗМІ, літак стояв напоготові, щоб вивезти родину Вороніна у разі небезпеки. На перельоти президента виділялася значна сума і з держбюджету: за вісім років вона становила приблизно 27 мільйонів лей. Відомо, що у 2007—2008 роках мінфін у середньому перераховував по 5 мільйонів лей на рахунки авіакомпанії «Nobil Air», що перевозила Вороніна, яку пов'язують з молдовським олігархом Плахотнюком. Володимир Воронін відомий своєю колекцією автомобілів. Журналісти Timpul пишуть про цілий гараж автомобілів класу люкс і ретро в підвалі нового офісу ПКРМ на столичній вулиці Вірменській. Колекція Вороніна лише у Молдові оцінюється у понад 10 мільйонів лей. Є відомості про автомобілі в Німеччині. А також про те, що родина Вороніних має особняк між французьким Страсбургом і німецьким Баден-Баденом. Син голови ПКРМ, Олег Воронін, володіє «Майбахом» вартістю 500 тисяч євро, двома «Мерседесами-600» по 120 тисяч євро, джипами «Мерседес» та «Хаммер» по 100 тисяч доларів вартістю
2019 року родина Володимира Вороніна знову опинилася в епіцентрі скандалу. Нацбанк Молдови викрив у змові акціонерів групи Олега Вороніна та зобов'язав їх продати свої акції. На думку НБМ, група акціонерів Fincombank злагоджено купила суттєву частку акцій банку — 36,15 % без отримання попереднього дозволу Нацбанку. Тим самим акціонери порушили закон «Про діяльність банків», і згідно з рішенням НБМ мали продати свої акції. Найбільшим акціонером був саме Олег, який разом із членами сім'ї, включаючи дружину екс-президента Володимира Вороніна, володів 23,54 % акцій. На думку Нацбанку, у змові з родиною Вороніна діяла і компанія Avicomagro. Олег Воронін втратив свої акції Fincombank. Національна комісія з фінансового ринку ухвалила рішення виключити з Державного реєстру цінних паперів 475478 простих іменних акцій Fincombank, більшість яких належала родині Олега Вороніна.

## Особисте
Воронін одружений, його дружина Таїсія Михайлівна — українка, займається домашнім господарством. У подружжя Вороніних двоє дітей (син і дочка) і троє внуків. Син Олег — голова правління «Фінкомбанка», одного з найбільших комерційних банків Молдови. За даними ряду ЗМІ, він також є власником фірми «Крофт», що торгує молдавським коньяком. Дочка Вороніних Валентина — лікар-терапевт, працює в центральній міській лікарні Кишинева.
Воронін любить полювання, має тридцятирічний мисливський стаж. Захоплюється садівництвом і виноробством.

## Виноски
1. ↑  Енциклопедія Брокгауз
2. ↑  Munzinger Personen
3. ↑  https://ziare.com/vladimir-voronin/stiri-vladimir-voronin/dezvaluiri-la-chisinau-voronin-are-cetatenie-rusa-193234
4. ↑  https://www.moldova.org/formatiune-politica-declara-ca-detine-probe-potrivit-carora-vladimir-voronin-detine-cetatenia-rusa-79571-rom/
5. ↑  Как Воронины тратили свой миллиард(рос.)
6. ↑  Приднестровское измерение молдавских выборов(рос.)
7. ↑  Медведев принимает лидера Молдавии(рос.)
8. ↑  La aniversarea a 20-a a partidului său, liderul comuniștilor Vladimir Voronin a deplâns dispariția URSS(рум.)
9. ↑  Владимир Воронин: Я не представляю, как можно дать приказ стрелять(рос.)
10. ↑  Comunistii promoveaza rasismul, iar politia il bate pe Onoje(рум.)
11. ↑  Воронина обвинили в расизме из-за слов о «смуглых детях». На него пожаловались в Совет по равенству(рос.)
12. ↑  Сделки с земельными участками, оказавшимися в собственности семьи Воронина по ничтожным ценам, нанесли столичному бюджету ущерб более чем на 100 миллионов леев, Дорин Киртоакэ(рос.)
13. ↑  Воронин — самый коррумпированный в Молдове(рос.)
14. ↑  У Молдові син В.Вороніна викликаний в Центр з боротьби з економічними злочинами з приводу наявності надприбутків
15. ↑  Мега находки в гараже ПКРМ! Семья Воронина имеет бронированные машины, лимузины и автомобили ретро на сумму более 70 млн леев(рос.)
16. ↑  Олег Воронин вышел из Fincombank. Сын экс-президента остался без акций(рос.)